# Día Internacional de la Lengua Materna
El Día Internacional de la Lengua Materna  es una celebración anual que se lleva a cabo el 20 de febrero desde el 2000, fue establecida por la UNESCO en 1999.

## Proclamación
El Día Internacional de la Lengua Materna fue proclamado por la Unesco en noviembre de 1999, con 37 recomendaciones de medidas para promover el multilingüismo, en particular mediante la promoción del acceso universal al ciberespacio y el multiculturalismo en las redes mundiales de información. Posteriormente, la Asamblea General de las Naciones Unidas reconoció esta proclamación en dos documentos: el 15 de febrero de 2002 y el 16 de mayo de 2007. La iniciativa busca promover la preservación y protección de todas las lenguas que utilizan los pueblos del mundo, fomentando el respeto y la diversidad lingüística como base para construir sociedades inclusivas. Este día se origina como homenaje al Movimiento por la Lengua Bengalí en Bangladés, que se conmemora desde 1952, cuando la policía y el ejército del entonces Estado pakistaní reprimieron violentamente a los manifestantes que defendían el reconocimiento del bengalí como lengua oficial.

## Celebración
Esta jornada se celebra cada 21 de febrero, para conmemorar los trágicos acontecimientos de 1952 en Daca, Bangladés, cuando varios estudiantes fueron asesinados durante una manifestación pacífica por el reconocimiento de la lengua bengalí. La primera celebración oficial de este día se llevó a cabo en el año 2000, En el discurso inaugural, Kofi Annan, entonces Secretario General de la ONU, subrayando que la diversidad lingüística no solo es un aspecto cultural a proteger, sino también un componente esencial para la cohesión social y la convivencia pacífica. Desde entonces, se organizan conferencias, talleres y actividades educativas para sensibilizar sobre la relevancia del multilingüismo, fomentar la enseñanza en lengua materna y preservar las lenguas en peligro de extinción, especialmente a través de la educación y el acceso a las nuevas tecnologías.
Actualmente, se estima que el 40% de la población mundial no tiene acceso a la educación en su lengua materna, especialmente en comunidades minoritarias. Esto subraya la urgencia de adoptar políticas que promuevan la educación multilingüe, la cual según Naciones Unidas ha demostrado ser eficaz para mejorar el aprendizaje y preservar la diversidad cultural y mejorar la igualdad de oportunidades. 

## Temas
- 2000: Celebración inaugural del Día Internacional de la Lengua Materna[7]
- 2001: Pluralismo Lingüístico y la Diversidad Culturall[7][8]
- 2002: Diversidad lingüística: 3.000 lenguas en peligro de extinción[7]
- 2003: Cuarta celebración anual[7][9]
- 2004: Aprendizaje infantil. Exhibición de libros de enseñanza infantil de todo el mundo que ilustra el proceso por el que cada niño aprende las habilidades lingüísticas en las aulas[7][10]
- 2005: Braille y lengua de Signos[7]
- 2006: Lengua y ciberespacio[7]
- 2007: Vínculos entre la lengua materna y el multilingüismo[7][11]
- 2008: ¡Los idiomas, sí que cuentan![12]
- 2009: Décima celebración anual[13]
- 2010: Día Internacional para el Acercamiento de las Culturas[14]
- 2011: Las tecnologías de la información y de la comunicación para la salvaguardia y la promoción de los idiomas y de la diversidad lingüística[15]
- 2012: La lengua materna de enseñanza y la educación inclusiva[16]
- 2013: El libro, eje de la educación en lengua materna[17]
- 2014: Las lenguas locales y la transmisión del conocimiento científico[18]
- 2015: La educación integradora gracias a las lenguas - las lenguas cuentan[19]
- 2016: Educación de calidad, lengua(s) de instrucción y resultados del aprendizaje[20]
- 2017: Hacia futuros sostenibles a través de la educación multilingüe[21]
- 2018: La diversidad lingüística y el plurilingüismo como elementos clave para la sostenibilidad y la paz[22]
- 2019: Las lenguas indígenas como factor de desarrollo, paz y reconciliación[23]
- 2020: Idiomas sin fronteras[24]
- 2021: Fomentar el multilingüismo para la inclusión en la educación y la sociedad[25]
- 2022: La diversidad lingüística se encuentra cada vez más amenazada[26]
- 2023: Educación Multilingüe, la necesidad para transformar la educación[27]
- 2024: Educación multilingüe:un pilar del aprendizaje intergeneracional[28]